# Pycnolejeunea flavida
Pycnolejeunea flavida là một loài Rêu trong họ Lejeuneaceae. Loài này được (Mitt.) Stephani miêu tả khoa học đầu tiên năm 1914.